# BMW 114 (Flugmotor)
Der BMW 114 ist ein Flugmotorprototyp der Bayerischen Motoren Werke. Er ist ein Neunzylinder-Sternmotor mit Dieseltechnik.

## Entwicklung
Ab 1936 wurden unter der Bezeichnung BMW 114 drei Versuchsmuster hergestellt, die auf der Basis des Ottomotors BMW 132A mit Lader konstruiert wurden. Davon waren zwei luftgekühlt und eines flüssigkeitsgekühlt. Die beiden luftgekühlten Exemplare unterschieden sich durch die Art der Einspritzpumpen (neun Einzelpumpen oder eine Blockpumpe). Bei allen Mustern wurde das Lanova-Einspritzverfahren angewandt. Der flüssigkeitsgekühlte Motor erhielt sechs kleine Segmentkühler in den Zwischenräumen der Zylinder (siehe Abbildung).
Technische Schwierigkeiten ergaben sich durch die hohe thermische Beanspruchung (angebrannte Stellen im Luftspeicher und Zylinderkopf bei den luftgekühlten Ausführungen sowie gerissene Kühlwassermäntel beim flüssigkeitsgekühlten Motor) und der Kraftstoffeinspritzung (verschieden lange Einspritzleitungen bei der Blockpumpe, Nachtropfen der Einspritzdüsen durch Elastizität der Leitungen).
Die Versuche wurden 1937 wieder eingestellt. Zu einer Serienfertigung kam es nicht.

## Technische Daten
- Zylinderzahl: neun in einreihiger Sternanordnung
- Funktionsprinzip: Viertakt-Diesel
- Gaswechsel: zwei Ventile pro Zylinder, OHV-Ventilsteuerung
- Hubraum: 27,7 l
- Aufladung: einstufiger, von der Kurbelwelle angetriebener Radialverdichter
- Ladedruck: 1,175 bar bei Startleistung (flüssigkeitsgekühlte Ausführung)
- Leistung: 460 kW bei 2.050 min−1
- Verdichtungsverhältnis: 14,8 : 1[1]
- Abmessungen: (Länge × Breite × Höhe): 1300 × 1400 × 1400 mm[1]
- Masse: 550 kg

Spezifischer Kraftstoffverbrauch
- luftgekühlte Version: bei Volllast (456 kW bei 2.050 min−1): 266 g/kWh
- luftgekühlte Version: bei Dauerleistung (375 kW bei 1.939 min−1): 224–231 g/kWh
- flüssigkeitsgekühlte Version: bei Volllast (460 kW bei 2.050 min−1): 265–272 g/kWh

## Vergleichbare Motoren
- Bristol Phoenix
- Clerget 9A und 14F-01
- Československá zbrojovka ZOD 260-B
- Guiberson A-1020
- Packard DR-980